# Jahida Wehbe
Jahida Wehbe (Beka, 1969) is een Libanese zangeres.

## Biografie
Wehbe werd geboren in een muzikale familie. Haar vader, Jean Wehbe, las haar gedichten voor als kind en moedigde haar aan om muziek te maken. In september 1985 werd hij doodgeschoten, tijdens de Libanese burgeroorlog, toen Jahida zestien jaar oud was. Ze gaf haar eerste publieke optreden op school, met een uitvoering van het volkslied op de piano. Hierdoor wist ze dat haar toekomst in de muziek lag, terwijl ze voorheen van plan was om in de voetstappen van haar vader te treden en dienst te nemen in het leger. Ze ging naar het Libanese National Superior Conservatory of Music, om zang te studeren. Ze leerde hier ook de oed bespelen, Arabische operazang, Syriac chant en het reciteren van Soefi- en Koranteksten. Aan de Libanese Universiteit behaalde ze een diploma psychologie. Aan de Lebanese University Faculty of Fine Arts kreeg ze een masterdiploma acteren en regie.
Ze speelde mee in populaire toneelstukken, zoals Ayyam Ruba’iyat Al Khayyam op het Baalbek International Festival, Ounshoudat al Matar en Nisa' el saxophone van de Irakese regisseur Jawad Al Assadi en Sakhrat Tanios van regisseur Gerard Avedissian. Ze acteerde ook in de film Shula Cohen, the Pearl van regisseur Fouad Khoury. Voor haar prestatie in de film Rassasa Farigha kreeg ze een prijs van de Libanese universiteit. 
Wehbe is thuis in verschillende genres, van klassiek tot traditionele en moderne Arabische muziek. Ze kreeg bijnamen als “Priestess of Sound” en “Diva de l’Orient”. Ze tourde in het Midden-Oosten, Europa, Canada, Amerika en Australië. Tijdens concerten bracht ze eerbetoon aan zangers als Umm Kulthum, Mohammed Abdel Wahab, Asmahan, Sayed Darwish, Mohamed Abdel Muttilib en Fairuz en werkte ze samen met Arabische artiesten als Wadih El Safi, Elie Shwayri, Zad Multaka en Ziad Boutros.
Ze zette vaak de woorden van Arabische dichters op muziek, waaronder het werk van Ibn Arabi, Rabi’aa Al’adawiya, Jalal Eddine El Roumy, Mahmood Darweesh, Ounsi El Hajj, Talal Haidar, Jibran Khalil Jibran, Badr Shaker Assayyab, Nazek Al Mala’ika, Khalil Gibran, naast werk van Goethe. Op haar debuutalbum Katabtany uit 2007, dat een verkoopsucces was in het Midden-Oosten, vertolkte ze teksten van onder andere Günther Grass. In 2012 verscheen haar boek Al Azrak Wal Hudhud, dat door de universiteit van Cambridge in 2013 opgenomen werd in een lijst van "2000 outstanding intellectuals in this century". Haar album Psalms (2014) bevatte een waarschuwing tegen fanatisme. Wehbe gaf lezingen over muziek, performance, dictie en Arabische poëzie en vertegenwoordigde Libanon op het Fes Festival, Mawazine Festival, Spring of Culture in Bahrein, Jerash festival, Frankfurter Buchmesse, Arab Music Festival in Caïro en het Arab Women's Excellence Forum in Istanboel.
In 2014 componeerde ze de muziek voor de film Revoltango, van Elie Kamal. De muziek werd opgenomen in Studio Ace in Aartselaar, met muzikanten Roby Lakatos, Dick van der Harst, Ossama Abdul Rassoul en François Taillefer. In 2015 bracht ze in Frankrijk, ter gelegenheid van de honderdste verjaardag van Édith Piaf, een eerbetoon aan de zangeres, met vertolkingen van haar liedjes in het Arabisch.
Wehbe is lid van het Culture and Programs Committee van het muzikantensyndicaat van Libanon. Ze is ook lid van SASEM, de Saudi Society of Emergency Medicine. In 2015 werd ze door het ESCWA, de Economic and Social Commission for Western Asia van de Verenigde Naties, in de bloemetjes gezet voor haar "humanitair werk en het verspreiden van cultuur".
In 2019 trad ze op in Rennes, met dirigent Nader Abbassi, het British Symphony Orchestra en een koor met 150 leden. Met de Syrische violist Shalan Alhamwy en diens ensemble Picea Orientalis trad ze in 2021 op in deSingel in Antwerpen.